# Harmony (módulo da ISS)

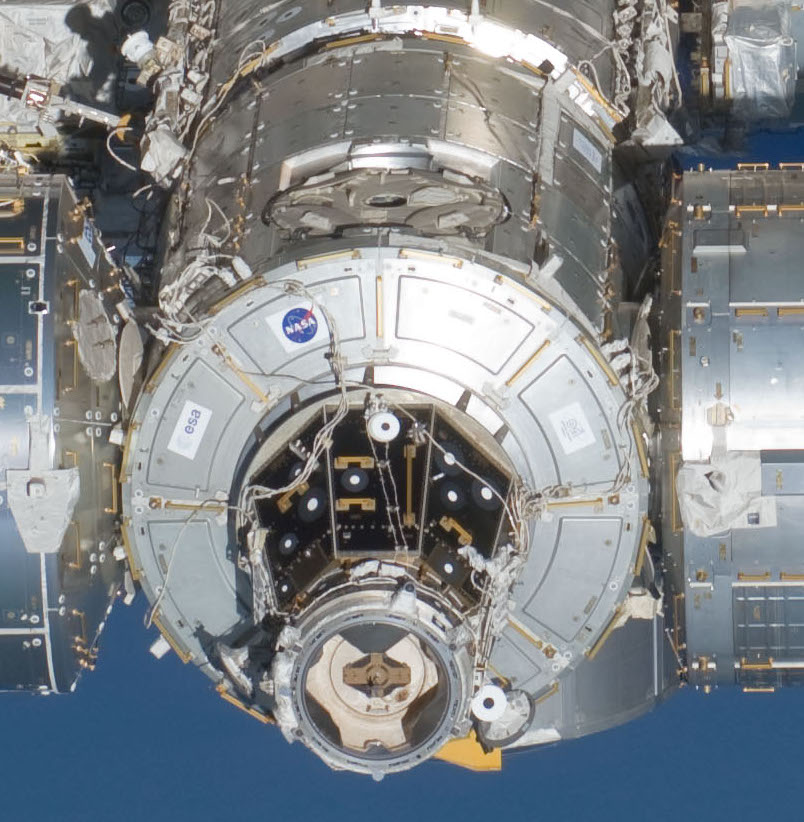
O módulo Harmony conectado à ISS, fazendo a ligação entre os módulos Kibo, Columbus e Destiny.

Harmony, também conhecido como Node 2, é "o eixo de utilidade" da Estação Espacial Internacional. Ele contém quatro prateleiras  que providenciam ar, energia elétrica, água e outros sistemas essenciais de suporte à vida à estação. É o segundo dos três conectores dos módulos da ISS e atua como um ponto de conexão central para vários outros componentes através de seus seis sistemas comuns de acoplamento (CBM). Sua instalação no complexo da estação adicionou um volume de 75.5 m³ ao espaço de habitação interna, um aumento de quase 20% do total. A acoplagem e conexão bem sucedida do Harmony ao laboratório Destiny, significou, na perspectiva da NASA, que o núcleo da parte norte-americana na estação estava completo. Ele foi lançado ao espaço no compartimento de carga do ônibus espacial Discovery STS-120, em 23 de outubro de 2007. Após ficar temporariamente atracado ao módulo Unity, ele foi movido para sua posição permanente, na extremidade dianteira do módulo Destiny, no mês seguinte.

## Origem do nome
Antes chamado de Node 2, o Harmony foi renomeado em março de 2007. O nome foi escolhido de uma competição envolvendo mais de dois mil estudantes de 32 estados americanos, entre o jardim de infância e o ensino secundário. O "Desafio Node 2" exigia que os estudantes aprendessem sobre a estação espacial, construíssem um modelo em escala, e fizessem uma redação explicando o nome que tinham escolhido para o módulo, que serviria de centro de ligação entre os demais laboratórios. A vencedora foi a Browne Academy, uma escola de Alexandria, na Virgínia.

## Especificações
O Harmony é administrado pelo Centro de Voos Espaciais George C. Marshall da NASA em Huntsville, Alabama. Sua instalação pela STS-120 no final de outubro de 2007  possibilitou uma expansão considerável no espaço da ISS, uma vez que permitiu a acoplamento do laboratório japonês (Kibo), na missão STS-124, de junho de 2008, e o módulo europeu Columbus na missão STS-122, em fevereiro de 2008. O braço robótico Canadarm2 pode operar de uma garra de fixação energizada no exterior do módulo. Num acordo entre a NASA e a Agência Espacial Europeia, uma empresa internacional, a Alenia Spazio, sediada em Roma, construiu o Node 2 nas suas instalações em Turim, Itália.
Dimensões:
- Comprimento: 6,1 m
- Diâmetro: 4,2 m
- Peso bruto: 14.288 Kgs

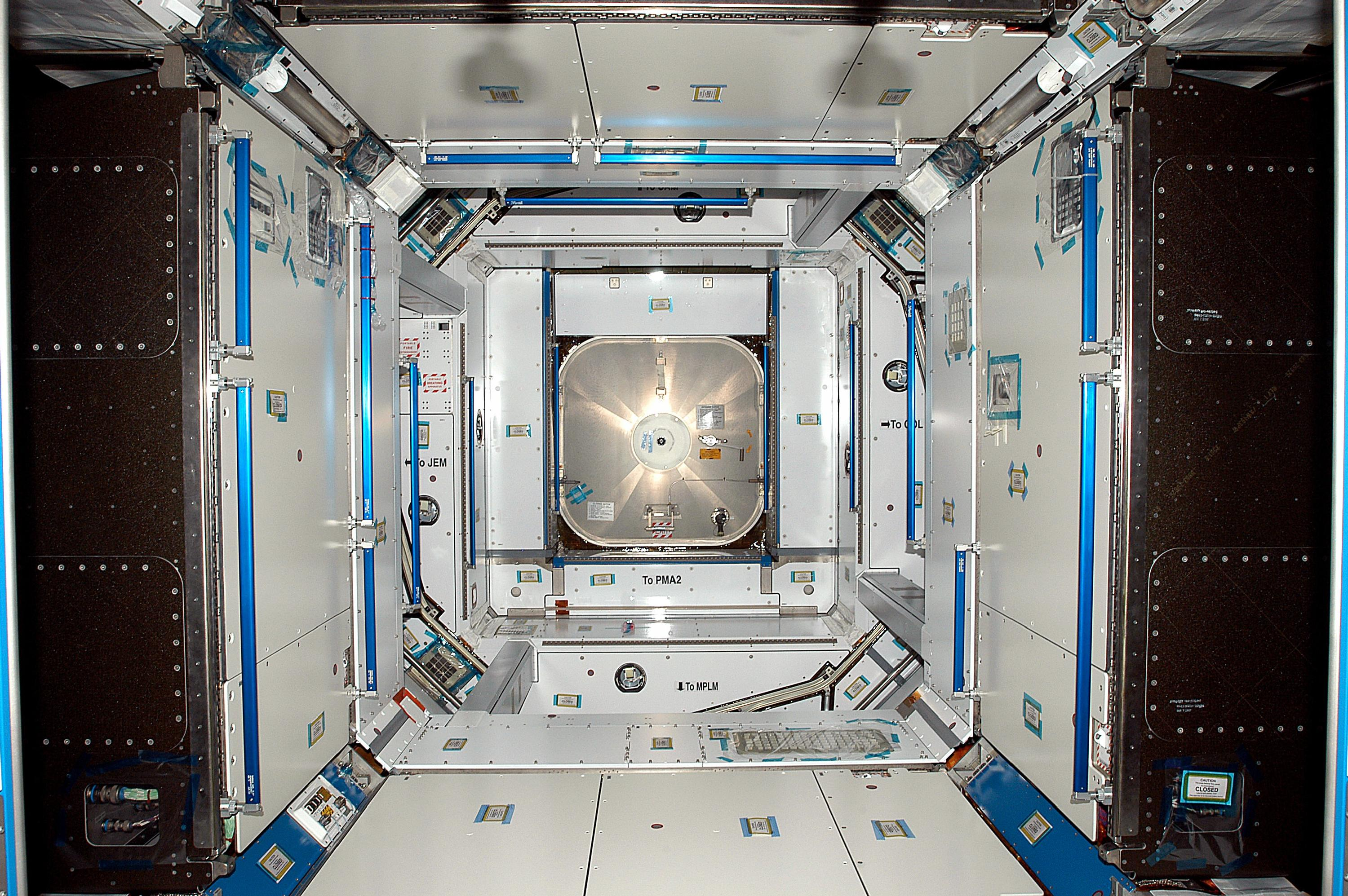
O interior do Harmony.

Em agosto de 2016, o ponto de acoplamento frontal do Harmony foi equipado com o adaptador internacional de acoplagem, levado à Iss pela nave não-tripulada SpaceX Dragon CRS-9 permitindo a partir daí a docagem de naves de diversas procedências e fabricantes. Ele foi usado pela primeira vez para a acoplagem da nave Dragon 2, futura nave comercial tripulada da Space X, num teste de voo sem tripulação em março de 2019.